# Last Plane Out
Last Plane Out (Con pasaporte al infierno en España y ¡Nicaragua!: Último avión en Hispanoamérica) es una película de suspenso estadounidense de 1983 dirigida por David Nelson y protagonizado por Jan-Michael Vincent, Julie Carmen y Mary Crosby.
El filme está basado en la experiencia del periodista Jack Cox en Nicaragua, cuando fue gobernada por Anastasio Somoza Debayle, el cual también la coprodujo.

## Argumento
Es el año 1978. Los días del dictador Anastasio Somoza Debayle en la centroamericana Nicaragua están contados. La Revolución Sandinista gana terreno y adeptos sin que el régimen corrupto en el poder con el apoyo de los Estados Unidos pueda frenar su avance. En este contexto un periodista, Jack Cox, investiga las misiones y operaciones secretas de los sandinistas. Sin embargo, cuando la situación se hace insostenible y desea escapar del país, él no puede hacerlo y se convierte, al sospecharse que puede ser un agente encubierto de la CIA, en objetivo de una asesina de la guerrilla que tiene que matarlo y que fue durante un tiempo su amante en Nicaragua.

## Reparto
| Actor               | Personaje        |
| ------------------- | ---------------- |
| Jan-Michael Vincent | Jack Cox         |
| Julie Carmen        | Maria Cardena    |
| Mary Crosby         | Elizabeth Rush   |
| David Huffman       | Jim Conley       |
| Lloyd Battista      | Anastasio Somoza |
| William Windom      | James Caldwell   |
| Tonyo Meléndez      | Ernesto          |
| Ronnie Gonzalez     | Luis             |

## Producción
Al principio, el guionista, Ernest Tidyman, estaba destinado a dirigir la película. Sin embargo él fue reemplazado al comienzo del rodaje y sustituido por David Nelson.
La producción de la película comenzó el 21 de junio de 1982 y se rodó para ello principalmente en dos lugares importantes de Estados Unidos. La primera ubicación del rodaje fue Vero Beach en el estado de Florida, mientras que el segundo lugar utilizado para la filmación fue Miami en el mismo estado. Una vez terminado, se estrenó el filme el 23 de septiembre de 1983.

## Recepción
Hoy en día la película ha sido valorada en portales cinematográficos. En IMDb, con aproximadamente 198 votos registrados, el filme obtiene una media ponderada de 4,4 sobre 10. En cuanto a La Vanguardia, los usuarios registrados allí le dan una aprobación del 30 %.